# وحدة العناية المركزة

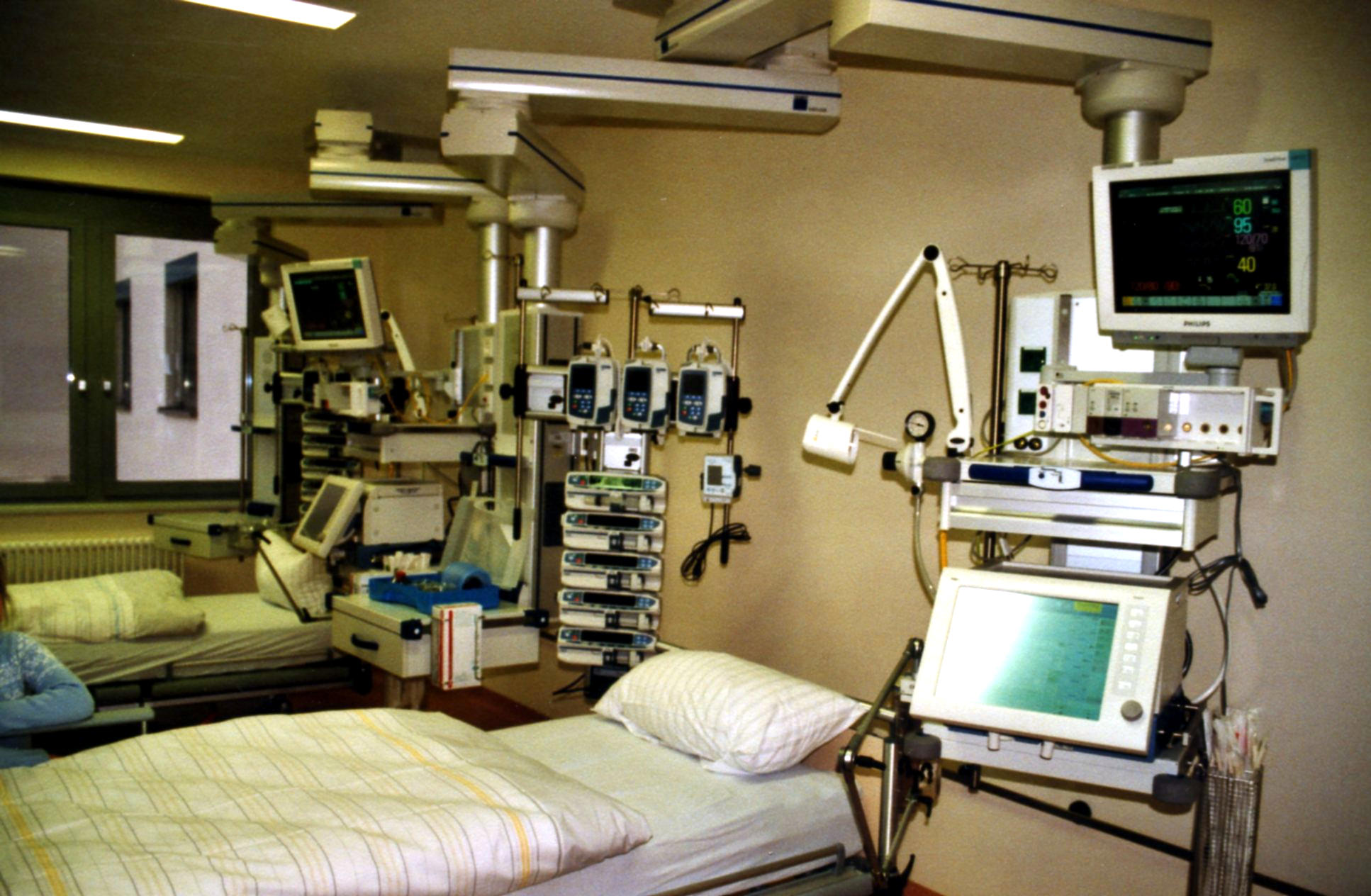
صورة عامة لأحد وحدات العناية المركزة

وحدة العناية المركزة أو الحرجة أو الفائقة أو الحثيثة أو المشددة أو الإنعاش (بالإنجليزية: intensive care unit ICU أو critical care unit CCU) ، هي قسم خاص داخل المستشفى أو منشأة الرعاية الصحية يقدم رعاية طبية مكثفة.
وقد عرّفها فريق عمل الاتحاد العالمي لجمعيات طب العناية المركزة والعناية الحرجة بأنها "نظام منظم لتقديم الرعاية للمرضى في حالة حرجة، يوفر رعاية طبية وتمريضية متخصصة ومكثفة، وقدرة عالية على المراقبة، وأنظمة متعددة لدعم وظائف الأعضاء الفيزيولوجية للحفاظ على الحياة خلال فترة قصور حاد في وظائف الأعضاء."
قد يتم تحويل المرضى إلى وحدة العناية المركزة مباشرة من قسم الطوارئ، أو من قسم داخلي في حال تدهورت حالتهم بسرعة، أو فور الانتهاء من العمليات الجراحية التي تكون فيها الجراحة غزيرة والمريض معرضًا لخطر مضاعفات عالية.

## تاريخ
تم إنشاء أول وحدة متطورة لرعاية المرضى ذوي الحالات الحرجة إلى عام 1953 بواسطة بيورن إبسين (بالدانماركية:Bjørn Ibsen) في كوبنهاغن. وفي ستينيات القرن الماضي أنتشرت فكرة إنشاء وحدات عناية مركزة لرعاية مرضى الجلطة القلبية. ولكن فكرة أو مفهوم وحدة العناية المركزة يعود إلى عام 1854 عندما قامت فلورنس نايتينجيل بتصنيف مرضى حرب القرم إلى مجموعتين إحداهما تضم المرضى ذوي الإصابات البسيطة والأخرى تضم مرضى الإصابات البليغة. وبهذا الفصل استطاعت فلورانس أن تخفض نسبة الوفاة في المجموعتين.
و يعود التعقيد في وحدات العناية المركزة الحالية نتيجة لتطور الأجهزة الطبية ووسائل دعم الحياة. ولعل أهم ما يميز وحدات العناية المركزة هو استخدام ألات التنفس الصناعي. فقد بدأ استخدام أجهزة التنفس الصناعي في الجراحة منذ عام 1896. ولكنها لم تستخدم بشكل واسع كوسيلة لدعم الحياة إلا في عام 1952 أثناء وباء شلل الأطفال.
ومنذ ذلك الحين زاد الاهتمام بوحدات العناية المركزة خاصةً مع تطور التكنولوجيا الطبية. ففي عام 1992 قامت الجمعية الطبية لوحدات العناية الحرجة (بالإنجليزية: Society of Critical Care Medicine) بالتعاون مع اتحاد المستشفيات الأمريكية (بالإنجليزية: American Hospital Association) بإحصاء أعداد وحدات العناية المركزة. ووجد أن 8% من مجموع الأسرة في المستشفيات المرخصة لها في الولايات المتحدة الأمريكية مخصصة للعناية المركزة.

## تصميم الوحدات
هناك اتجاه عام بأن تساوي مساحة سرير المريض 2 متر مربع وأن تكون هناك مساحة تخديمية مساوية تقريبًا كي تعطي فسحة كافية للأطباء والممرضين.

## الكادر الطبي
- الأطباء: عادة ما تكون أجنحة وحدة العناية المركزة مزودة بطاقم من الاستشاريين و أطباء التخدير.
- الممرضين: بشكل عام يكون عدد الممرضين إلى المرضى بنسبة 1:1، ولكن للمرضى ذوي الحالات المستقرة نسبياً من الممكن أن ترتفع النسبة إلى 1:2 أو 1:3، بينما المرضى ذوي الحالات غير المستقرة قد ترتفع النسبة إلى ممرضين إثنين لكل مريض. وتعتبر هذه النسبة عالية جداً مقارنة بالأجنحة العادية حيث متوسط الممرضين هو ممرض لكل 4 أو 5 مرضى.
- تخصصات أخرى: إخصائيو العلاج الطبيعي، إخصائيو التغذية، عالم بالكائنات الدقيقة، فنيو أجهزة طبية.[4]

## الأنواع
مع تطور وتخصص الطب زادت الحاجة إلى وحدات عناية مركزة متخصصة سواء لاعتلال معين أو فئة عمرية محددة. ومن أنواع وحدات العناية المركزة:
- وحدات عناية مركزة لحديثي الولادة.
- وحدات عناية مركزة للأطفال.
- وحدات عناية مركزة للقلب.
- وحدات عناية مركزة للجراحة.
- وحدات عناية مركزة للحروق.
- وحدات عناية مركزة لمرضى كورونا

## تكلفة وحدات العناية المركزة
تعتبر وحدات العناية المركزة من أغلى مرافق المستشفيات من حيث التكلفة التشغيلية. ففي المملكة المتحدة يقدر متوسط تكلفة المريض في اليوم الواحد ما بين 1000-1800£ بمتوسط 1328£ (عام 2003)، يذهب 60% منها إلى رواتب الموظفين، 10% إلى الأدوية و10% إلى المواد التي تستخدم لمرة واحدة (كالمحارم والأبر والأنابيب الطبية وهكذا). وقد تختلف كلفة الوحدات على حسب اختصاصها. مثلاً متوسط تكلفة السرير في اليوم الواحد في وحدات العناية المركزة للأطفال تساوي 1702£ والتي تختلف عن تكلفة وحدات العناية المركزة العامة (1328£) كما تختلف عن تكلفة وحدات العناية المركزة لحديثي الولادة (838£).